# Jeff Porcaro
Jeff Porcaro (1. april 1954 – 5. august 1992) var en amerikansk trommeslager. Har var medlem af TOTO i perioden fra 1976 og frem til sin død i 1992. Han var tillige en efterspurgt session-trommeslager, og har indspillet med så forskellige kunstnere som Michael Jackson, Madonna, Eric Clapton, Bruce Springsteen, Elton John, Michael McDonald, Nik Kershaw, Lee Ritenour, Dolly Parton, Dire Straits, Jackson Browne, Bee Gees, Pink Floyd, Curtis Stigers, Manhattan Transfer, Richard Marx, Peter Frampton, Robben Ford, Steely Dan, B-52's, Larry Carlton og mange andre.
Jeff Porcaro spillede på Pearl trommer og Paiste bækkener. 

## Jeff Porcaros liv og død
Jeff Porcaro blev født den 1. april 1954. Hans far var trommeslageren Joe Porcaro. Han var storebror til Mike og Steve Porcaro. Som 7-årig fik han sit første trommesæt og som teenager spillede han trommer på en turné med Sonny & Cher. Siden indspillede han med bl.a. Steely Dan Warren Zevon og Boz Scaggs og i 1976 dannede han TOTO sammen med keyboard-spilleren David Paich.
Jeff Porcaro døde som 38-årig den 5. august 1992 af hvad man først troede var en ulykke idet,han havde sprøjtet insektgift i sin have uden at bruge beskyttelsesmaske. Man formodede i første omgang at dødsårsagen var en allergisk reaktion. Obduktionen viste imidlertid ikke spor efter sprøjtegiften, men derimod spor efter kokain i blodet.
Hans begravelse ved Hall of Liberty, Forest Lawn Memorial Park (Hollywood Hills) blev overværet af 1500 mennesker og den 14. december samme år blev der afholdt en stor mindekoncert i Universal Amphitheater, Los Angeles, hvor bl.a. TOTO, Michael McDonald, Don Henley, Boz Scaggs, Donald Fagen og Eddie Van Halen optrådte.